# Diamphipnopsis beschi
Diamphipnopsis beschi är en bäcksländeart som beskrevs av Joachim Illies 1960. Diamphipnopsis beschi ingår i släktet Diamphipnopsis och familjen Diamphipnoidae. Inga underarter finns listade i Catalogue of Life.